# Metal avant-gardiste
Pour les articles homonymes, voir Avant-garde.
Genres associés
Black metal, metal industriel
Le metal avant-gardiste (ou metal expérimental), est un genre musical dérivé du heavy metal qui se caractérise par une large tendance à l'expérimentation et un goût pour des sonorités, des instruments, ou des structures de chansons peu conventionnelles. Les premiers exemples de metal avant-gardiste remontent à Celtic Frost, Fleurety et Ved Buens Ende.

## Caractéristiques
Le metal avant-gardiste est le genre dérivé du heavy metal le plus difficile à définir et décrire. Il se caractérise par l'usage d'éléments avant-gardistes, novateurs, par une grande expérimentation sonore, et par l'utilisation d'éléments sonores, d'instruments, de structures musicales, de styles et de techniques vocales non conventionnels ou, musicalement parlant, inhabituels,. Le terme de metal avant-gardiste est souvent utilisé pour décrire les genres à part de « metal atmosphérique » ou « post-metal », nommé en hommage au post-rock. Le metal avant-gardiste est lié au metal progressif, mais le metal avant-gardiste fait plus souvent usage d'expérimentation, tandis que le metal progressif se concentre un peu plus sur l'usage d'instrumentation du heavy metal traditionnel accompagnée d'une complexité technique. Le metal avant-gardiste fait également usage de sons inhabituels, et implique aussi de nouveaux éléments sonores. Les paroles et présentation visuelle du genre sont également éclectiques. Selon Jeff Wagner, dans l'ouvrage Mean Deviation, la percussion électronique ainsi que les boîtes à rythmes se sont largement répandues parmi les groupes de metal avant-gardiste, et sont souvent accompagnées de chants féminins et d'éléments d'opéra, éléments qu'il considère influencés par le groupe Celtic Frost. Le groupe canadien Voivod a également influencé les groupes du genre, avec ses techniques de voix robotiques, une signature sonore inhabituelle, et des morceaux de guitare fracturée, dissonante, et peu commune.

## Histoire

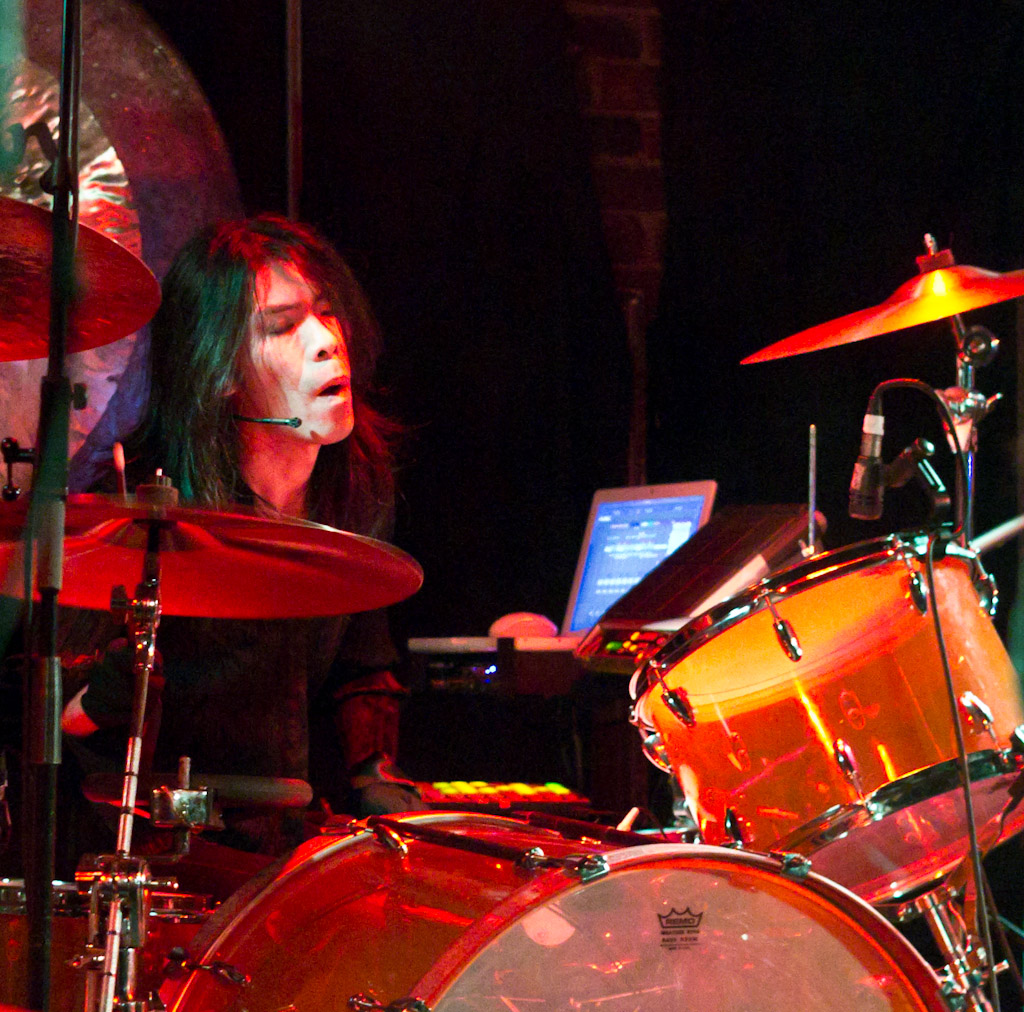
Atsuo du groupe Boris, sur scène à Vancouver, Canada, en 2011

Selon l'auteur Ian Christe, le metal avant-gardiste aurait émergé du death metal à l'aide de musiciens qui ont « abandonné la structure musicale traditionnelle et qui ont exploré de nouvelles idées. » Le rock progressif est également cité comme influence. Les premiers exemples du genre incluent les chansons de King Crimson, intitulées Larks' Tongues in Aspic et Red sorties en 1973 et 1974, respectivement,, la dernière catégorisant l'album dans le « style avant-gardiste », auquel Robert Fripp repensera quelques années plus tard. Un autre exemple d'album du genre est celui de Led Zeppelin, Presence, sorti en 1976. Les pionniers du metal avant-gardiste incluent Celtic Frost, Boris, Earth, Helmet, Maudlin of the Well (en), Neurosis, Sunn O))), et Voivod. À la fin des années 1990, Misanthropy Records commence à promouvoir le metal avant-gardiste norvégien jusqu'en 2000 ; selon Jeff Wagner, à la fin des années 1990 et début 2000, une bien nommée « nouvelle vague du metal avant-gardiste » se répand grâce au label The End Records. Wagner explique qu'« avec leur soutien [de Misanthropy et The End Records] et les autres labels, le metal avant-gardiste est désormais lancé. » Quelques autres labels discographiques ayant permis la popularisation du metal avant-gardiste incluent Aurora Borealis, The Flenser, Holy Records, Hydra Head Records, Ipecac Recordings, Napalm Records, l'empreinte Relapse Entertainment de Relapse Records, Seventh Rule Recordings (en), et Southern Lord Records. Aux États-Unis, des scènes de metal avant-gardistes ont émergé dans la Région de la baie de San Francisco avec des groupes comme Giant Squid (en), Grayceon (en), et Ludicra (en),, à Boston avec des groupes comme Isis, Kayo Dot, et Maudlin of the Well, et à Seattle. D'après New York Times, certaines scènes se sont développées au milieu des années 1990 dont les villes de Tokyo, Los Angeles, et Oslo.